# Kenmet (Leopard)
Kenmet ist ein schon im Alten Reich belegter Totengott. Die wenigen Informationen stammen zumeist aus den Pyramidentexten. 
Kenmet soll in der Balsamierungshalle der Götter den göttlichen Pavian fernhalten, der die Gottheiten in Furcht versetzt. Aus dieser Stellung zueinander (Konstellation) ergeben sich immer wieder Kämpfe zwischen Kenmet und dem Pavian, wobei beide die Fähigkeit besitzen, sich gegenseitig zu töten.
Vor diesem mythologischen Hintergrund wird angenommen, dass das Pantherfell den damit verbundenen Schutzcharakter als Kultfunktion des Sem-Priesters repräsentiert.  